# Ochodaeus congoensis
Ochodaeus congoensis es una especie de coleóptero de la familia Ochodaeidae.

## Distribución geográfica
Habita en África.